# Isochilus carnosiflorus
Isochilus carnosiflorus är en orkidéart som beskrevs av John Lindley. Isochilus carnosiflorus ingår i släktet Isochilus och familjen orkidéer. Inga underarter finns listade i Catalogue of Life.